# Jernej Kopitar

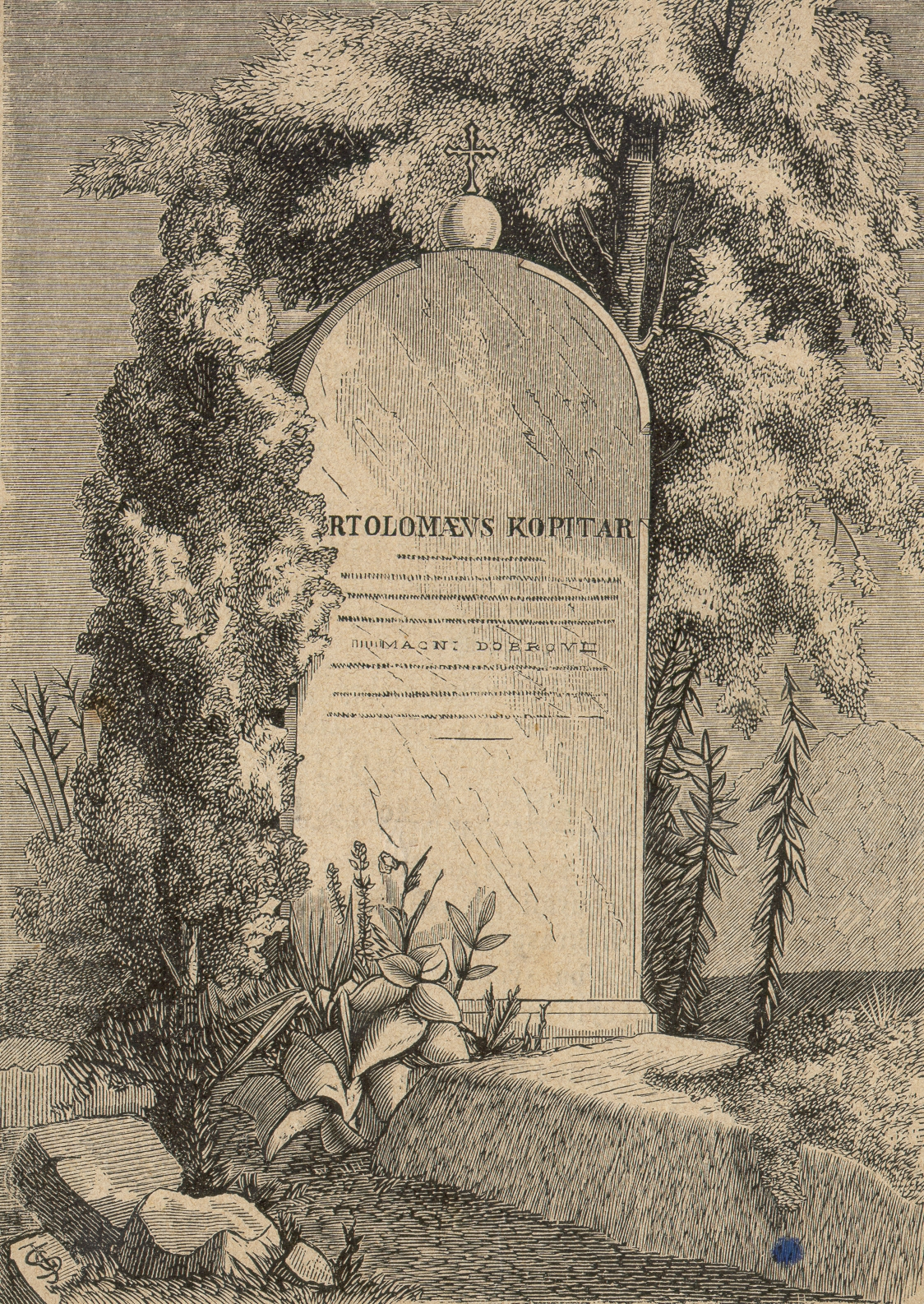
Grób Jerneja Kopitara w Wiedniu

Jernej Kopitar (ur. 21 sierpnia 1780 w Repnju, zm. 11 sierpnia 1844 w Wiedniu) – słoweński językoznawca, slawista, skryptor i kustosz wiedeńskiej biblioteki dworskiej, z którego autorytetem i opiniami liczył się sam Goethe, Humboldt czy bracia Grimm.

## Życiorys
Jernej Kopitar urodził się we wsi Repnje w rodzinie chłopskiej. Naukę w szkole w Lublanie rozpoczął w 1790 roku. W wieku czternastu lat stracił rodziców w epidemii cholery. Kontynuował edukację dzięki stypendium za dobre wyniki w nauce i wynagrodzeniu za korepetycje, których udzielał młodszym uczniom. Po ukończeniu liceum zatrudnił się jako nauczyciel w domu rodziny Bonazza, gdzie spotkał swojego późniejszego opiekuna naukowego i mecenasa Žigę Zoisa. Od 1808 korespondował z Josefem Dobrovskim. W 1808 rozpoczął studia prawnicze w Wiedniu, chociaż slawistyka była wciąż w centrum jego zainteresowań. Publikował artykuły dotyczące folkloru, języków, kultury i historii Słowian w czołowych czasopismach austriackich.
Jego talent został szybko zauważony i już w 1810 roku zaproponowano mu posadę cenzora książek słowiańskich i greckich oraz czwartego skryptora w wiedeńskiej bibliotece dworskiej, co okazało się momentem przełomowym w jego karierze zawodowej.
W 1808 roku wydał pierwszą gramatykę języka słoweńskiego (Gramatyka języka słoweńskiego w Krainie, Karyntii i Styrii). W 1813 roku spotkał Vuka Karadžicia, serbskiego językoznawcę i zbieracza pieśni ludowych. Spotkanie to zaowocowało przyjaźnią i współpracą przy opracowaniu gramatyki i słownika języka serbskiego. Pomagał Josefowi Dobrovskiemu w opracowaniu pierwszej naukowej gramatyki języka staro-cerkiewno-słowiańskiego. Między innymi dzięki niemu został wydany zabytek języka polskiego, XIV-wieczny Psałterz floriański. Na dworze wiedeńskim osiągnął stanowisko głównego kustosza biblioteki dworskiej i doradcy dworskiego. Przez dwa lata pracował w Watykanie, gdzie założył kolegium ukraińskie, katedrę języków i literatur słowiańskich oraz drukarnię słowiańską. Gorąco popierał ideę szkolnictwa w językach narodowych. Był również zwolennikiem założenia uniwersytetu w Lublanie. Pod koniec życia był członkiem wszystkich liczących się europejskich akademii naukowych.
Kopitar do dziś uchodzi za ojca narodowego i kulturalnego odrodzenia Słoweńców, chociaż pod koniec życia podejmował wiele kontrowersyjnych decyzji, zwłaszcza dotyczących tekstów słoweńskiego wieszcza France Prešerna.
Należał do zwolenników austroslawizmu. Był przeciwnikiemm preskryptywizmu w językoznawstwie oraz zwolennikiem żywego języka, jednocześnie jednak uważał, że słoweński należy oczyścić z niemieckich naleciałości. Postulował opracowanie wspólnego alfabetu dla języków słowiańskich.

## Publikacje
- Grammatik der slavischen Sprache in Krain, Kärnten und Steyermark (słoweń. Slovnica slovanskega jezika na Kranjskem, Koroškem in Štajerskem – Gramatyka języka słoweńskiego w Krainie, Karyntii i Styrii), Wiedeń: 1809
- Albanische, walachische und bulgarische Sprache, 1829
- Glagolita Clozianus, 1836, pierwsza publikacja zabytków fryzyńskich.
- Adresse der günftien slawischen Akademie and Patriotische Phantasien eines Slaven